# Isola Pitt (Nuova Zelanda)
L'isola di Pitt (in inglese: Pitt Island; in māori: Rangiauria, "cielo nebbioso"; in mōriori: Rangiaotea, "cielo di nuvole bianche", o Rangihaute) è un'isola neozelandese del Pacifico meridionale, la seconda per superficie dell'arcipelago delle isole Chatham. Situata a circa 800 chilometri ad est dell'Isola del Sud ed a qualche chilometro a sud-est dell'isola di Chatham, è la seconda isola abitata dell'arcipelago.

## Geografia
Con una superficie di 62 km² ed una popolazione di non più di una cinquantina di abitanti, l'isola di Pitt ha un interno molto collinoso e culmina a 241 metri di altitudine con il Waihere. Dalla forma allungata e orientata in senso nord-sud, presenta coste perlopiù rocciose, che formano falesie nel sud dell'isola.
Sull'isola è presente un'unica strada, che congiunge Flower Pot, il villaggio principale, nel nord dell'isola, alla costa est.

## Storia
Come tutto il resto dell'arcipelago, l'isola di Pitt venne probabilmente scoperta e colonizzata verso l'anno Mille dai Polinesiani giunti dalle isole più a nord o dai Maori giunti dalla Nuova Zelanda.
Essa fu riscoperta nel 1791 dal capitano britannico William R. Broughton a bordo della HMS Chatham, che prese possesso dell'arcipelago in nome del Regno Unito e la battezzò in onore del I conte di Chatham ed ex primo ministro britannico William Pitt.